# مورينو (بوينس آيرس)
مورينو، بوينس آيرس (بالإسبانية: Moreno, Buenos Aires)‏ هي منطقة سكنية تقع في الأرجنتين في Moreno Partido. يقدر عدد سكانها بـ 148,290 نسمة وترتفع عن سطح البحر 14 متر.

## أعلام
- ليو غارسيا
- ميغيل إسكوبار
- رومان دياز
- رودريغو خوان دياز
- ماكسيميليانو روميرو